# Pierre Quintin
 (février 2025).
Pierre Quintin est un religieux dominicain français, né en 1569 à Ploujean (Finistère) en Bretagne, mort le 21 juin 1629 à Vitré.

## Biographie

### Albert Le Grand
Dans sa biographie, publiée à Rennes en 1668, il est indiqué que : « Ce que nous dirons, écrit l'auteur, est tiré principalement d'un simple manuscrit du P. Albert le Grand de Morlaix, religieux du mesme ordre des frères prescheurs qui, en l'an 1637, donna au public l'histoire chronologique des saints de Bretagne, où il fait aussi mention de nostre P. Quintin, comme d'un vertueux personnage et mort en odeur de sainteté. De plus nous nous sommes servis d'un extrait des œuvres du P. Jean de Rechac, dit de Sainte-Marie, historien du mesme ordre, imprimé à Paris l'année 1644. Pareillement des remarques du sieur de Saint-André, prestre, en son livre de la vie de Monsieur le Noblet, prestre missionnaire breton, jadis condisciple du mesme Père Quintin, et ensuite son collègue en plusieurs missions ; et d'autres mémoires et dispositions authentiques de plusieurs personnes religieuses et séculières très dignes de foy, tant pour leurs vertus que pour leur âge. »[réf. nécessaire]

### Origine
« Il vint au monde en l'an mil cinq cens soixante-neuf dans la maison noble de Kerosar, située en la paroisse de Ploujan, proche Morlaix, en l'évêché de Tréguier. Ses parents étoient considérables pour leur ancienne noblesse, mais davantage encore pour leur vertu et piété. Son père se nommoit Allain Quintin, seigneur de Kerosar et de Leinbahu, et sa mère Perrine de Kermerhou, fille unique de la maison de Kermerhou alliée de longtemps à la plupart des meilleures maisons du pays. »[réf. nécessaire]
Âgé de six ans, on l'envoya à l'école sous un prêtre vertueux nommé messire Hervé Le Moirssec, qui faisait la classe en une chapelle de Saint-Nicolas, proche de Morlaix. Il portait alors une petite robe blanche avec un manteau noir, pronostic de sa vocation future. Son second maître fut un homme remarquable, François Lachiver, prêtre de la paroisse de Plouezoc'h, au diocèse de Tréguier, qui fut depuis évêque de Rennes , et que le seigneur de Kerosar avait pris pour instruire tous ses enfants. Le nouveau précepteur mena quelque temps après le jeune Quintin et son frère aîné à Paris pour y étudier les humanités.
C'est là que les troubles de la guerre civile les surprirent et les forcèrent d'interrompre leurs études.

### Soldat
Pierre Quintin devint donc soldat, et il s'engagea bien volontiers au métier des armes, comme il l'avoue plus tard, « pour le maintien de la vraie religion et par une horreur extrême que, dès lors, il avoit conçue contre l'hérésie et contre tous les hérétiques. » Sa naissance et la fortune de ses parents lui donnèrent le droit et les moyens de choisir dans l'armée catholique un grade de commandement. « Il accepta la lieutenance d'une compagnie de gens d'armes sous le seigneur de Coattredren, qui l'honora de cette charge, connoissant ses belles qualités pour s'en acquiter dignement. » — « Il parut avec honneur et signala sa valeur et son courage en plusieurs beaux exploits de guerre », mais son plus beau fait d'armes eut lieu, d'après son historien, à la bataille de Craon, le 22 mai 1592 
Pierre Quintin ne trouva pas la mort dans la victoire de son parti. Il revit la Bretagne, et continua de servir sans doute jusqu'à la soumission de Mercœur à Henri IV. Du moins, il était encore sous les armes dans la ville de Morlaix en 1593, jeûnant l'avent et le carême, comme un moine, et « se trouvant toujours aux occasions qui se présentoient de repousser l'ennemi. »
Son biographe s'est surtout appliqué à nous faire connaître son rôle dans la vie de garnison, où les difficultés et le mérite n'étaient pas moindres pour le jeune lieutenant à entretenir la stricte discipline dans sa compagnie, qu'il ne l'eussent été à combattre sur le champ de bataille .

### Sainteté
Quand la paix fut définitivement rendue à la France, Pierre Quintin se dégoûta d'un métier qu'il n'avait embrassé que pour défendre sa foi et pour être en état de la servir d'une autre et meilleure façon, il ne craignit pas, non seulement de se remettre à l'étude, mais de retourner en classe avec les plus jeunes écoliers au collège des Jésuites à Bordeaux et à Agen. Dans cette dernière ville, il fonda parmi ses condisciples une association dont le but était de soulager les pauvres. Aux inquiétudes que lui témoignaient ceux qui le voyaient s'engager dans des dépenses excessives pour ses œuvres, il répondait en souriant : « Sine dubio, — c'était son expression favorite — Dieu nous pourvoira toujours suffisamment de ce dont nous aurons besoin pourvu que nous ayons soin de ses membres. » Pour lui qui visait à la sainteté, il eut bientôt fait de vendre tout son patrimoine et de le distribuer.
Il entra alors au noviciat des Jésuites, mais en sortit au mois d'octobre 1600, revint à Morlaix et s'associa avec un ecclésiastique anglais, savant théologien, nommé Charles Louet, qui, après avoir souffert la prison pour sa foi, avait quitté son pays. Tous deux ouvrirent une école pour les enfants pauvres. Bientôt le sieur de Leinbahu se décida à recevoir le sacerdoce, et peu après à entrer dans l'ordre de Saint-Dominique, au couvent de Morlaix, quand son compagnon fut rappelé en Angleterre pour occuper le siège archiépiscopal de Cantorbéry. Il revenait du chapitre provincial de son ordre, tenu à Rouen, et il était probablement passé par le couvent de Laval, quand il dut s'arrêter en celui de Vitré, où il mourait saintement le vendredi 21 juin 1629.